# Rachels prachtwever
De Rachels prachtwever (Malimbus racheliae) is een zangvogel uit de familie Ploceidae (wevers en verwanten).

## Verspreiding en leefgebied
Deze soort komt voor in de laaglandbossen van zuidoostelijk Nigeria tot zuidelijk Kameroen en Gabon.